# Melanie McQuaid
Melanie McQuaid (Victoria, 17 de mayo de 1973) es una deportista canadiense que compitió en triatlón.
Ganó tres medallas en el Campeonato Mundial de Triatlón Campo a Través entre los años 2011 y 2017. Además, obtuvo siete medallas en el Campeonato Mundial de Xterra Triatlón entre los años 2000 y 2009, y una medalla en el Campeonato Europeo de Xterra Triatlón de 2010.

## Palmarés internacional
| Campeonato Mundial | Campeonato Mundial           | Campeonato Mundial | Campeonato Mundial |
| Año                | Lugar                        | Medalla            | Prueba             |
| ------------------ | ---------------------------- | ------------------ | ------------------ |
| 2011               | Guijo de Granadilla (España) | Medalla de oro     | Individual         |
| 2012               | Pelham (Estados Unidos)      | Medalla de plata   | Individual         |
| 2017               | Penticton (Canadá)           | Medalla de oro     | Individual         |

| Campeonato Mundial | Campeonato Mundial    | Campeonato Mundial | Campeonato Mundial |
| Año                | Lugar                 | Medalla            | Prueba             |
| ------------------ | --------------------- | ------------------ | ------------------ |
| 2000               | Maui (Estados Unidos) | Medalla de plata   | Individual         |
| 2003               | Maui (Estados Unidos) | Medalla de oro     | Individual         |
| 2004               | Maui (Estados Unidos) | Medalla de plata   | Individual         |
| 2005               | Maui (Estados Unidos) | Medalla de oro     | Individual         |
| 2006               | Maui (Estados Unidos) | Medalla de oro     | Individual         |
| 2007               | Maui (Estados Unidos) | Medalla de plata   | Individual         |
| 2009               | Maui (Estados Unidos) | Medalla de bronce  | Individual         |
| Campeonato Europeo |                       |                    |                    |
| Año                | Lugar                 | Medalla            | Prueba             |
| 2010               | Orosei (Italia)       | Medalla de oro     | Individual         |